# 웃어라, 토끼!
웃어라, 토끼!(Yohoho, Mr. Rabbit!)는 한국에서 제작된 정자영 감독의 2004년 공포 영화이다. 박혁권 등이 주연으로 출연하였다.

## 출연

### 주연
- 박혁권
- 배성우
- 홍성아

## 제작진
- 조명: 김기문
- 녹음: 조방현
- 믹싱: 문제용
- 미술: 박정영